# 符拉迪沃斯托克艦隊
符拉迪沃斯托克艦隊（俄语：Владивостокский отряд крейсеров），日語原稱埔鹽艦隊（日语：浦塩艦隊/うらじおかんたい），現稱符拉迪沃斯托克巡洋艦隊（日语：ウラジオストク巡洋艦隊/ウラジオストクじゅんようかんたい），是位於海參崴的俄羅斯帝國海軍波羅的海艦隊的一個分艦隊，主要由四艘一等巡洋艦（三艘裝甲巡洋艦和一艘防護巡洋艦）和一艘輔助巡洋艦組成。它成立於1903年，於1906年解散。

## 艦船

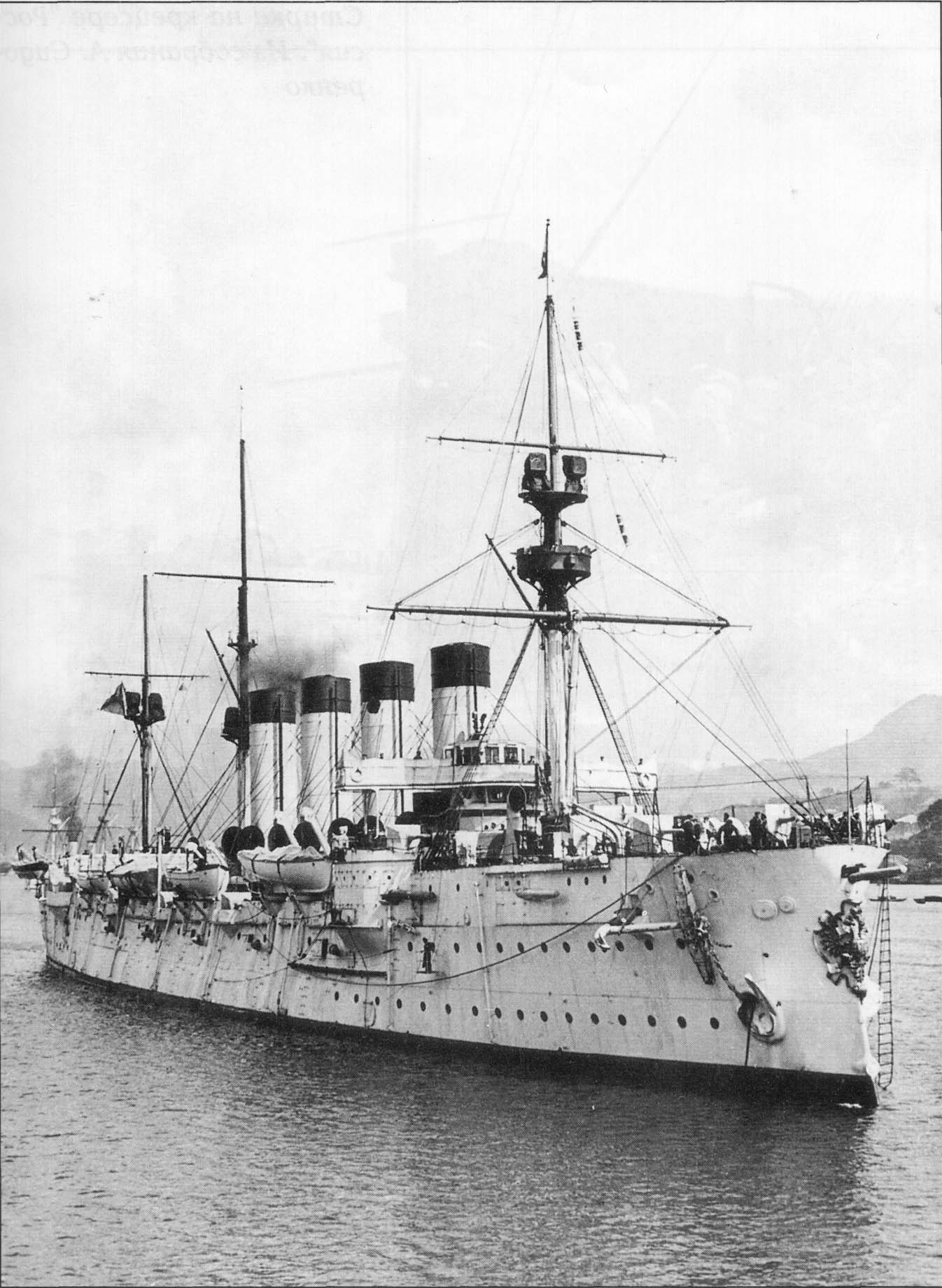
1等装甲巡洋艦俄羅斯
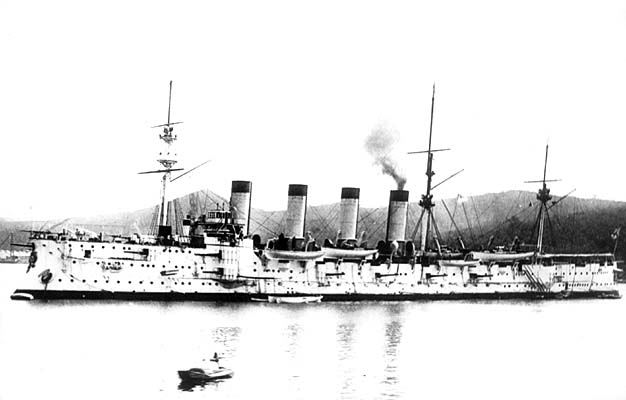
1等装甲巡洋艦怒雷
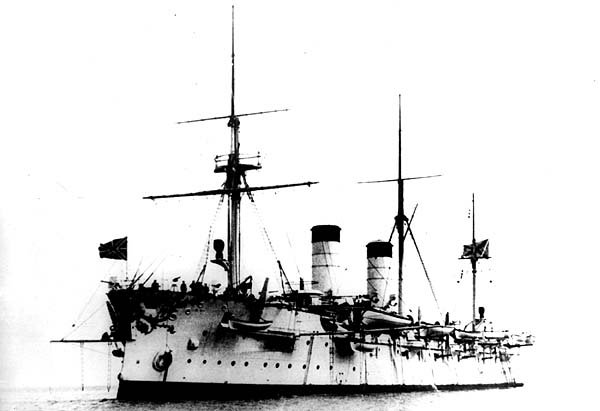
1等装甲巡洋艦留裡克
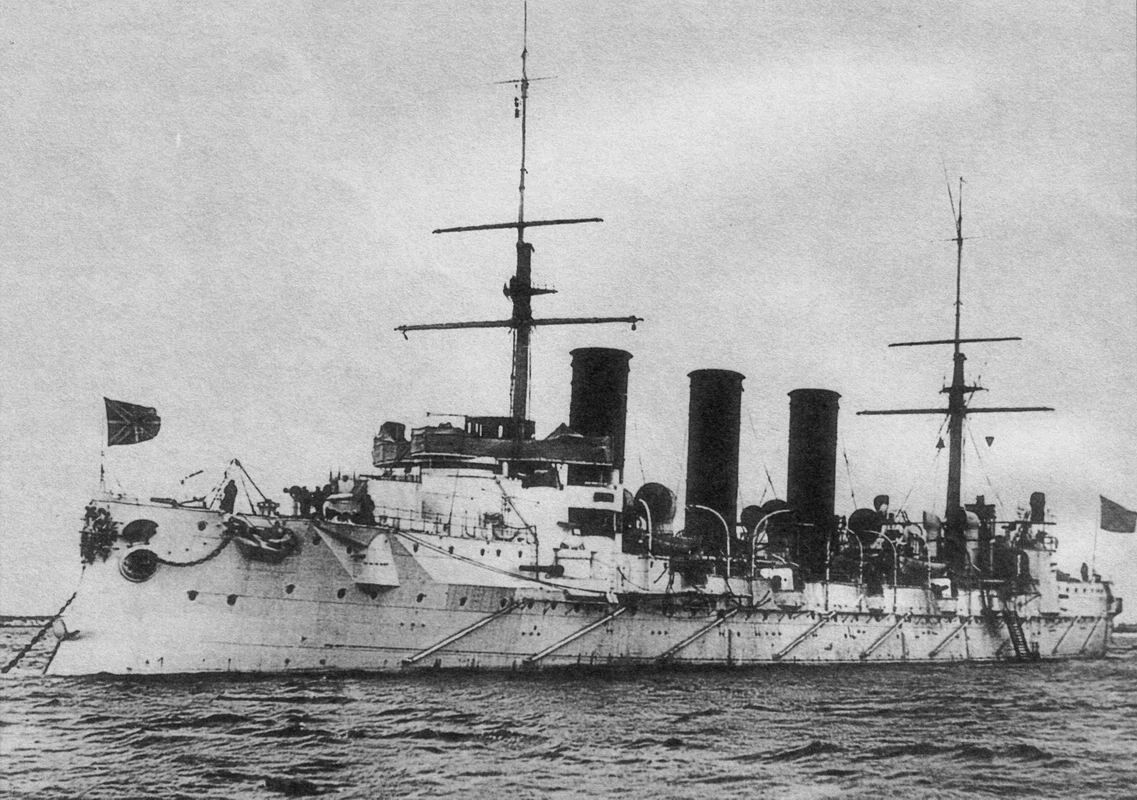
1等防護巡洋艦波爾加特耶（英语：Russian cruiser Bogatyr）
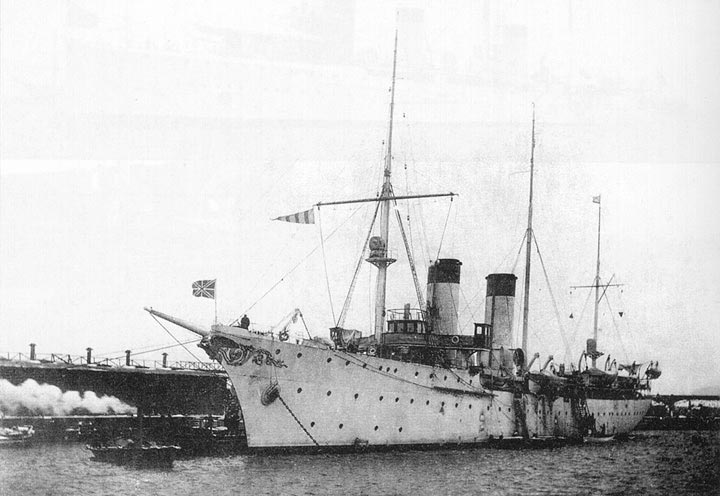
2等巡洋艦 Грозный
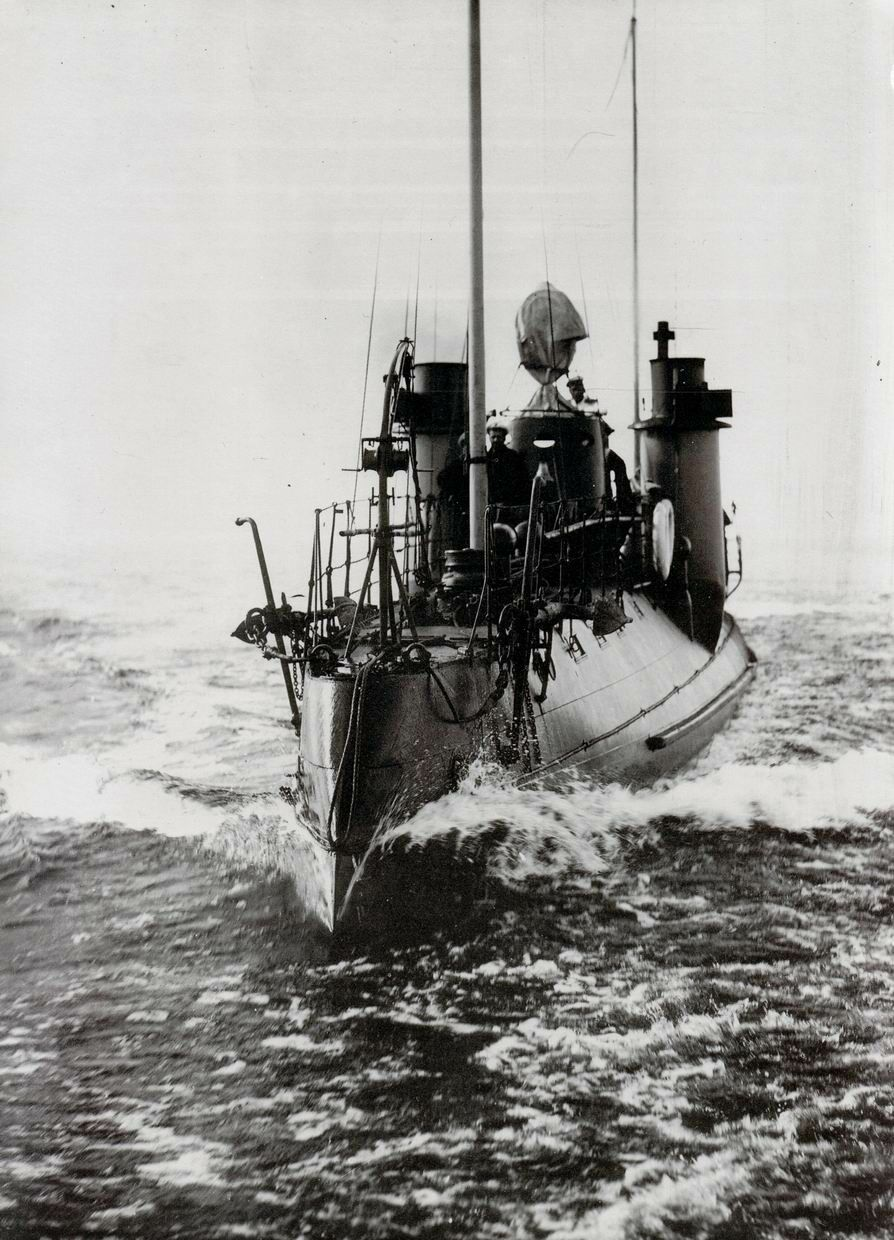
第203号水雷艇
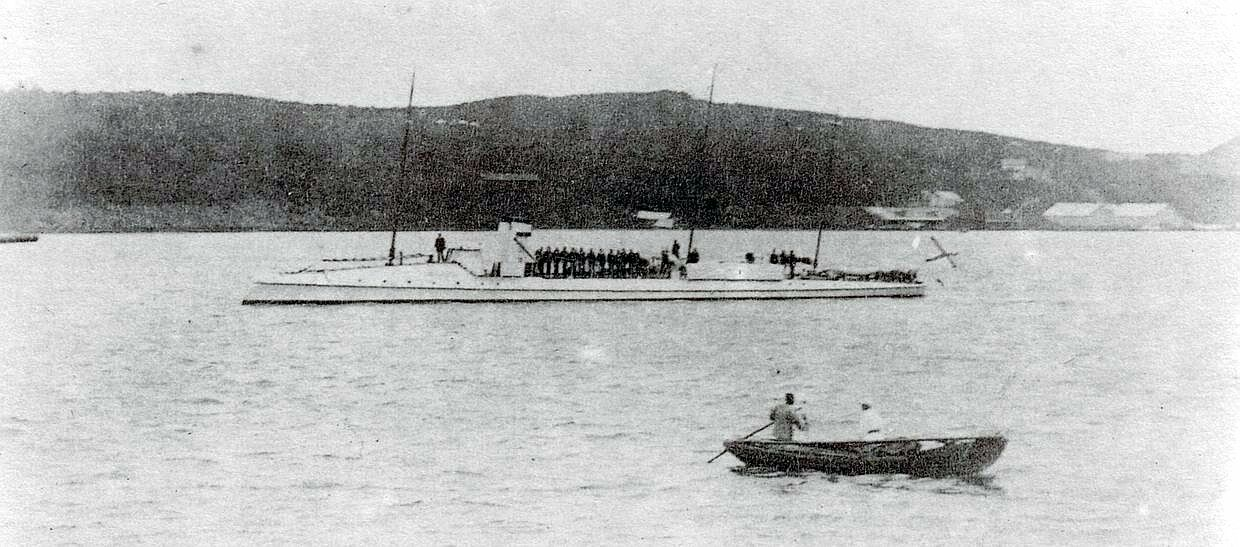
第204号水雷艇
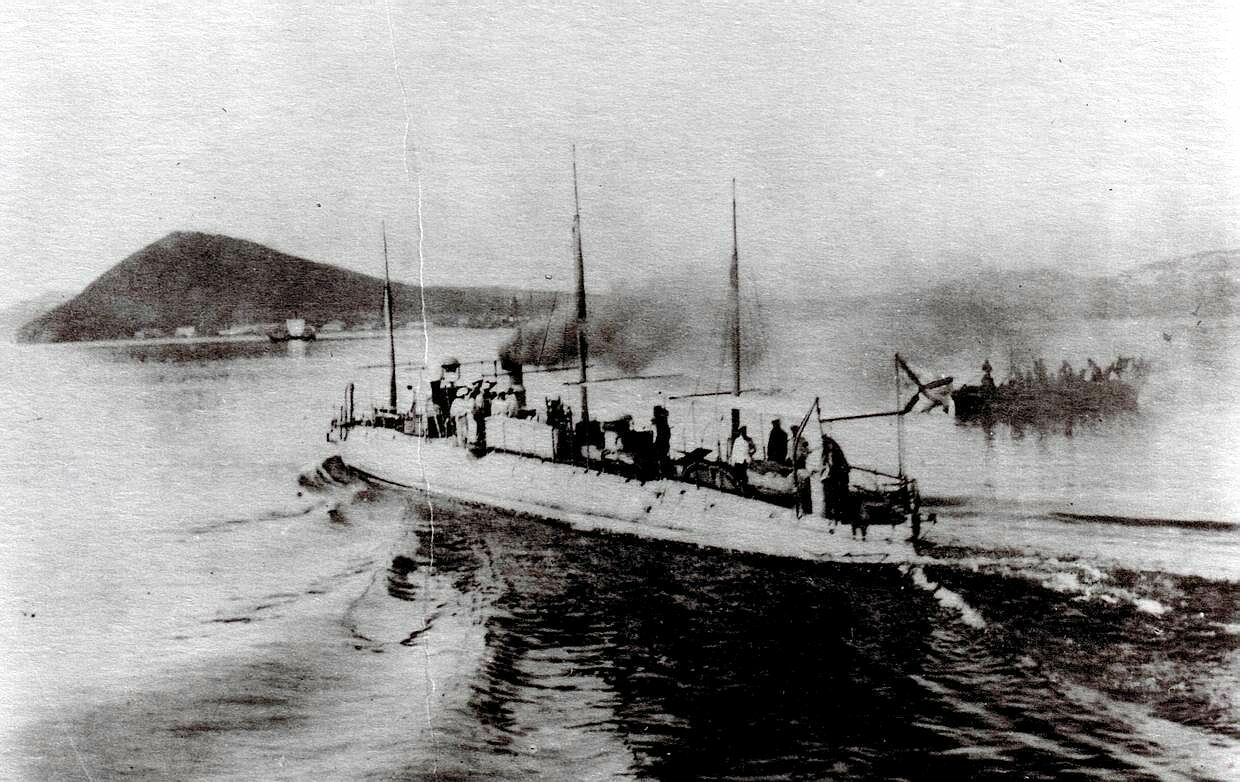
第205号水雷艇
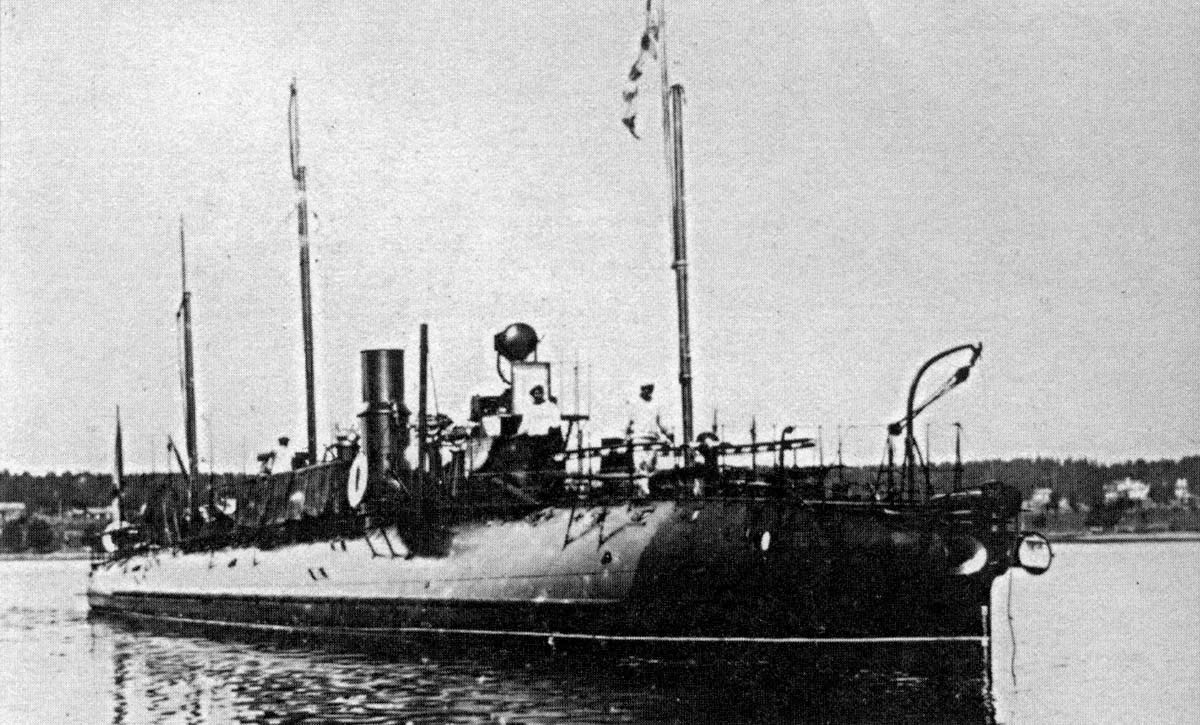
第206号水雷艇
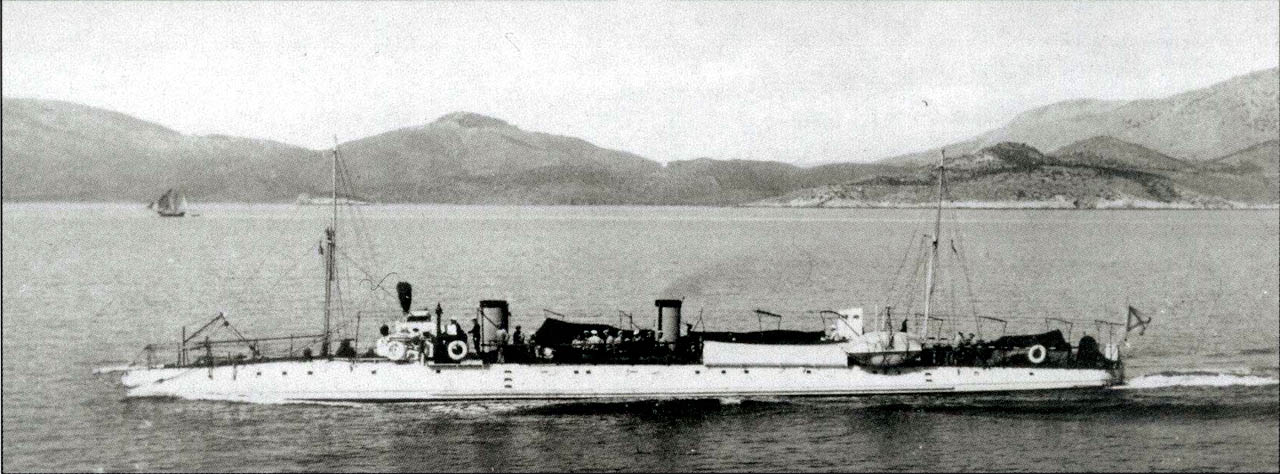
第208号水雷艇
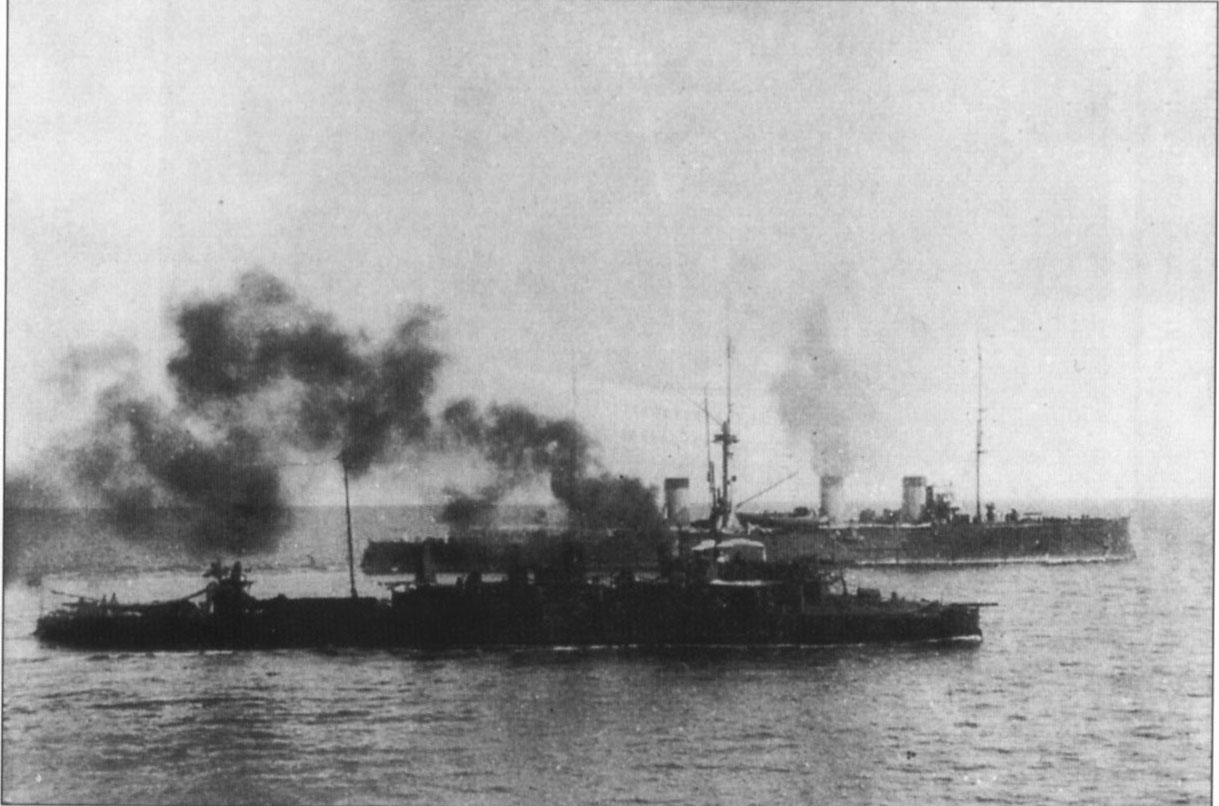
水雷艇（駆逐艦）Грозный（俄语：Грозный_(миноносец)）
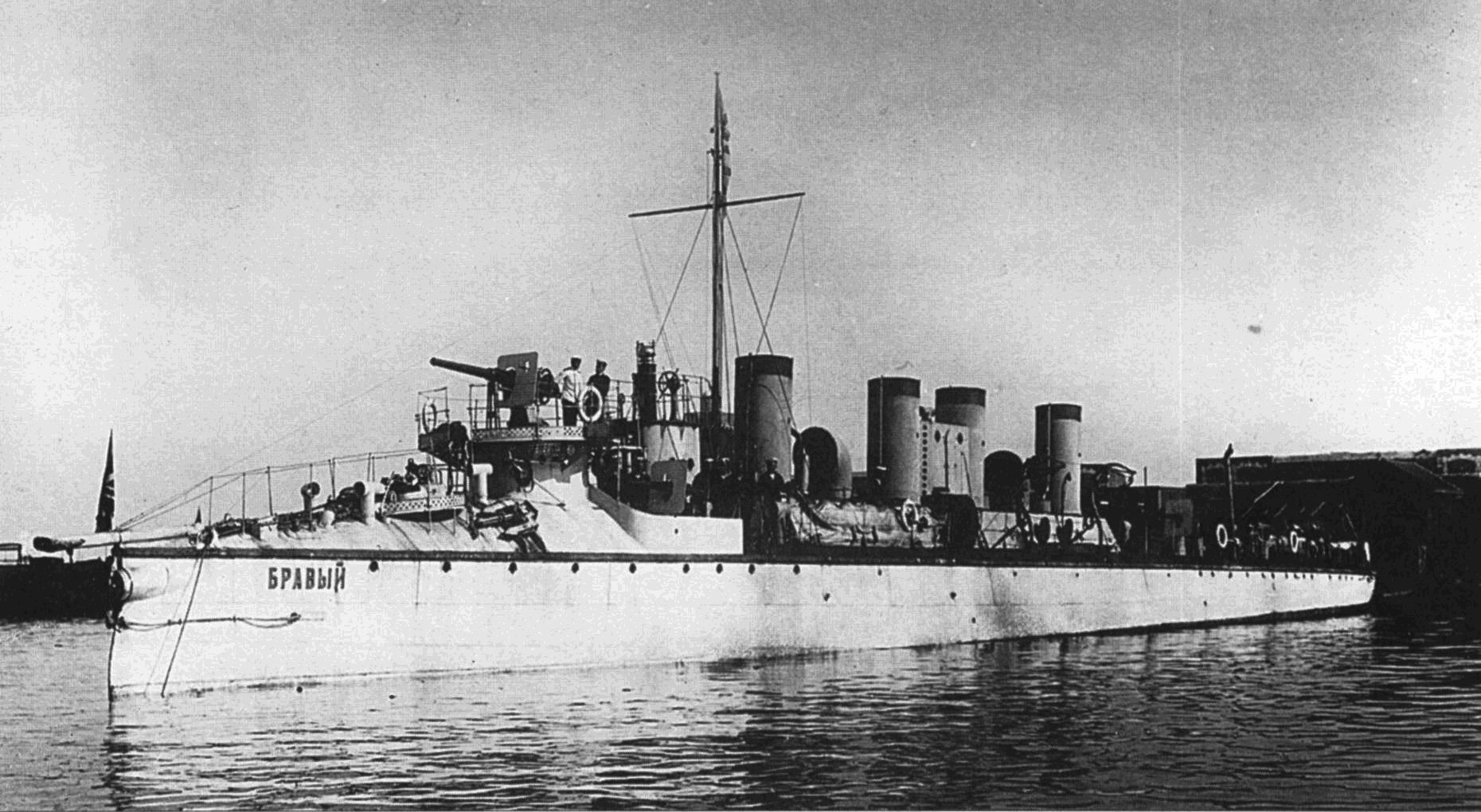
水雷艇（駆逐艦）Бравый（俄语：Бравый_(миноносец)）

## 外部連結
- http://infoart.udm.ru/history/navy/dicsea03.htm （页面存档备份，存于） （俄文）
- http://tsushima.org.ru/article/a-13.html （页面存档备份，存于） （俄文）
- http://rjw.narod.ru/history/history.htm （页面存档备份，存于） （俄文）
- http://fortress.wl.dvgu.ru/r-j-war.htm （页面存档备份，存于） （俄文）
- http://infoart.udm.ru/history/navy/artc0008.htm （页面存档备份，存于） （俄文）
- http://www.wunderwaffe.narod.ru/Magazine/MK/2004_N2/index.htm （页面存档备份，存于） （俄文）
  - http://www.wunderwaffe.narod.ru/Magazine/MK/2004_N2/Draw/Page-46.jpg （页面存档备份，存于）, http://www.wunderwaffe.narod.ru/Magazine/MK/2004_N2/Draw/Page-47.jpg （页面存档备份，存于） （俄文）
  - http://www.wunderwaffe.narod.ru/Magazine/MK/2004_N2/Draw/Page-48.jpg （页面存档备份，存于）, http://www.wunderwaffe.narod.ru/Magazine/MK/2004_N2/Draw/Page-49.jpg （页面存档备份，存于） （俄文）
- http://www.wunderwaffe.narod.ru/WeaponBook/rjw_sea/ （页面存档备份，存于） （俄文）
  - http://www.wunderwaffe.narod.ru/WeaponBook/rjw_sea/08.htm （页面存档备份，存于） （俄文）
  - http://www.wunderwaffe.narod.ru/WeaponBook/rjw_sea/09.htm （页面存档备份，存于） （俄文）